# Noordrijns voetbalkampioenschap 1916/17
In 1916/17 werd het vijftiende Noordrijns voetbalkampioenschap gespeeld, dat georganiseerd werd door de West-Duitse voetbalbond. 
Door de perikelen in de Eerste Wereldoorlog was er geen verdere eindronde voor de kampioenen.

## Eindstand

### Groep Düsseldorf
| Plaats | Club                        | Wed. | W | G | V | Saldo | Ptn. |
| ------ | --------------------------- | ---- | - | - | - | ----- | ---- |
| 1.     | Düsseldorfer SC 1899        | 10   |   |   |   | 29:19 | 17:3 |
| 2.     | Düsseldorfer SV 04          | 10   |   |   |   | 46:18 | 15:5 |
| 3.     | Düsseldorfer SV Viktoria 02 | 10   |   |   |   | 34:20 | 12:8 |
| 4.     | FC Borussia 06 Düsseldorf   | 10   |   |   |   | 21:34 | 6:14 |
| 5.     | SC Union 05 Düsseldorf      | 10   |   |   |   | 16:29 | 5:15 |
| 6.     | BV 04 Düsseldorf            | 10   |   |   |   | 13:39 | 3:17 |

|  | Groepswinnaar |

### Groep Aken
De oorlogsfusie KSG Düren werd weer ontbonden en de clubs SC Germania Düren en VfJuV 1896 Düren gingen weer apart verder. Viktoria en Germania Aachen sloegen de handen dit jaar in elkaar voor de oorlogsfusie KSG Aachen. 
| Plaats | Club                | Wed. | W | G | V | Saldo | Ptn.  |
| ------ | ------------------- | ---- | - | - | - | ----- | ----- |
| 1.     | FC Alemannia Aachen | 11   | 7 | 2 | 2 | 66:16 | 16:6  |
| 2.     | VfJuV 1896 Düren    | 11   | 8 | 0 | 3 | 35:19 | 16:6  |
| 3.     | SC Germania Düren   | 11   | 7 | 1 | 3 | 49:16 | 15:7  |
| 4.     | FC Porcetia Aachen  | 10   | 5 | 1 | 4 | 16:31 | 11:9  |
| 5.     | Borussia Eschweiler | 11   | 5 | 1 | 5 | 16:53 | 11:11 |
| 6.     | Dürener FC 1903     | 11   | 3 | 2 | 6 | 16:25 | 8:14  |
| 7.     | Sparta Haaren       | 8    | 2 | 1 | 5 | 13:28 | 5:11  |
| 8.     | KSG Aachen          | 11   | 2 | 0 | 9 | 12:35 | 4:18  |

|  | Groepswinnaar |

### Groep München-Gladbach
De eindstand is niet meer bekend, enkel dat VfB 1904 Krefeld kampioen werd.